# ITunes Originals - 3 Doors Down
iTunes Originals - 3 Doors Down è un album dei 3 Doors Down pubblicato dalla Universal Records il 18 luglio 2006 e distribuito tramite il sito web iTunes. L'album fa parte della serie iTunes Originals, ed è una raccolta comprendente versioni differenti delle canzoni, dal vivo ed interviste al gruppo.

## Tracce
1. iTunes Originals
2. Let Me Go (iTunes Originals Version)
3. We Started Out as a Trio (intervista)
4. Loser
5. A Special Song (intervista)
6. Kryptonite (iTunes Originals Version)
7. Have Something to Shoot For (intervista)
8. Be Like That
9. Contrary to Popular Belief (intervista)
10. When I'm Gone
11. I Was Missing My Baby (intervista)
12. Here Without You (iTunes Originals Version)
13. Being in the Dark (intervista)
14. Away From the Sun (iTunes Originals Version)
15. He'd Have Been Proud (intervista)
16. That Smell (live)
17. Three Major Set Backs (intervista)
18. Behing Those Eyes (iTunes Originals Version)
19. Coming Out of the Dark (intervista)
20. The Real Life (iTunes Originals Version)
21. Improved Communication (intervista)
22. Here By Me
23. Live for Today